# Tractat de Baden
El tractat de Baden va ser el tractat de pau que va posar fi a les hostilitats entre el Regne de França i el Sacre Imperi Romanogermànic, que havien estat en guerra des del començament de la Guerra de Successió espanyola. Va ser signat el 7 de setembre de 1714 a Baden (Argòvia), Suïssa, i complementa el tractat d'Utrecht i el tractat de Rastatt, pel qual l'emperador Carles VI va acceptar el tractat d'Utrecht en nom de la dinastia dels Habsburg. En el tractat de Baden, els termes formals de pau entre França i el Sacre Imperi romà van ser acordats i, per tant, l'últim dels molts conflictes dins de la Guerra de Successió espanyola acabava.
- En el marc del tractat, Àustria va rebre els Països Baixos del Sud i els territoris espanyols a la península Itàlica, és a dir, Nàpols (encara que no Sicília), Milà, Màntua, i Sardenya.
- El tractat va permetre a França mantenir Alsàcia, i es va lliurar la riba est del Rin (Brisgòvia) a Àustria.
- Els prínceps electors de Baviera i Colònia van ser reinstaurats en els seus territoris i les seves posicions.
- L'emperador Carles VI va mantenir el títol de rei d'Espanya i de l'herència espanyola que, de fet, no té valor, ja que a Espanya el poder el va mantenir el rei Felip V de Castella.